# 22 septembre 2010
Le mercredi 22 septembre 2010 est le 265e jour de l'année 2010.

## Décès
- Abdul Joshua Ruzibiza (né le 28 juin 1970), militaire rwandais
- Ada Rybatchouk (née le 27 juin 1931), artiste soviétique et ukrainienne
- Bruno Giorgi (né le 20 novembre 1940), joueur et entraîneur de football italien
- Daan Retief (né le 28 janvier 1925), joueur de rugby international sud-africain
- Eddie Fisher (né le 10 août 1928), chanteur et acteur
- Jorge Briceño Suárez (né le 5 février 1953), Guérillero colombien
- Jorge González (né le 31 janvier 1966), joueur de basket-ball et catcheur argentin
- José Maria Zaldua Corta (né le 17 décembre 1949), indépendantiste basque
- Pierre Randrianarisoa (né le 29 août 1932), poète, diplomate et politicien malgache
- Vincent Guignebert (né le 13 mai 1921), tapissier, peintre et graveur français (1921-2010)

## Événements
- Début de la série télévisée Better with You
- Sortie de la chanson Crossroad
- Sortie du jeu vidéo F1 2010
- Sortie du jeu vidéo Final Fantasy XIV
- Sortie de l'album Goto Maki Complete Best Album 2001-2007 ~Singles & Rare Tracks~
- Sortie du jeu vidéo Kurohyō: Ryū ga Gotoku Shinshō
- Sortie du jeu vidéo Serious Sam : Second Contact
- Sortie du jeu vidéo Sonic Adventure
- Sortie du film The Housemaid
- Début de la série télévisée Undercovers